# 榮民路
榮民路，為臺灣桃園市中壢區的道路，起點在興仁路一段與永強街，北接興仁路一段；終點在新中北路二段，南接榮民南路。興仁路至環中東路有分隔島；其餘部分無分隔島。

## 沿經行政區域
- 桃園市
  - 中壢區

## 車道配置
(由北至南)
- 興仁路一段－環中東路:雙向各二車道並設置中央綠化分隔島
- 環中東路－新中北路二段:雙向各一車道

## 主要結點
(由北至南)
- 興仁路一段
- 環中東路
- 永福路
- 新中北路二段

## 沿線設施
(由北至南)
- 桃園市立自強國民中學(80號)
- 桃園市中壢區中正國民小學(329號)
- 桃園市政府警察局中壢分局自強派出所(387號)[1]